# Glypta caryae
Glypta caryae là một loài tò vò trong họ Ichneumonidae.